# Terville Florange Olympique Club 2013-2014
Questa voce raccoglie le informazioni riguardanti il Terville Florange Olympique Club nelle competizioni ufficiali della stagione 2013-2014.

## Organigramma societario
Area direttiva
- Presidente: Daniel Mroczkowski

Area tecnica
- Allenatore: Pompiliu Dascalu

## Rosa
| N° | Nome               | Ruolo | Data di nascita  | Nazionalità sportiva |
| -- | ------------------ | ----- | ---------------- | -------------------- |
| 1  | Mariam Sidibé      | C     | 17 maggio 1993   | Francia              |
| 2  | Tiphaine Sevin     | P     | 24 giugno 1993   | Francia              |
| 4  | Ingvild Sordal     | P     | 27 marzo 1987    | Norvegia             |
| 5  | Janie Guimond      | L     | 11 aprile 1984   | Canada               |
| 6  | Elenī Kiosī        | S/O   | 27 febbraio 1985 | Grecia               |
| 7  | Natalja Bratuhhina | S     | 7 dicembre 1987  | Estonia              |
| 7  | Darlène Ramdin     | C     | 5 agosto 1989    | Trinidad e Tobago    |
| 9  | Allison Whitson    | S     | 6 giugno 1991    | Stati Uniti          |
| 13 | Polina Bratuhhina  | S/O   | 7 dicembre 1987  | Estonia              |
| 18 | Ana Bogdanović     | C     | 27 aprile 1989   | Serbia               |